# Dichelacera rex
Dichelacera rex är en tvåvingeart som beskrevs av David Fairchild 1951. Dichelacera rex ingår i släktet Dichelacera och familjen bromsar.
Artens utbredningsområde är Panama. Inga underarter finns listade i Catalogue of Life.